# Les Aires Libres

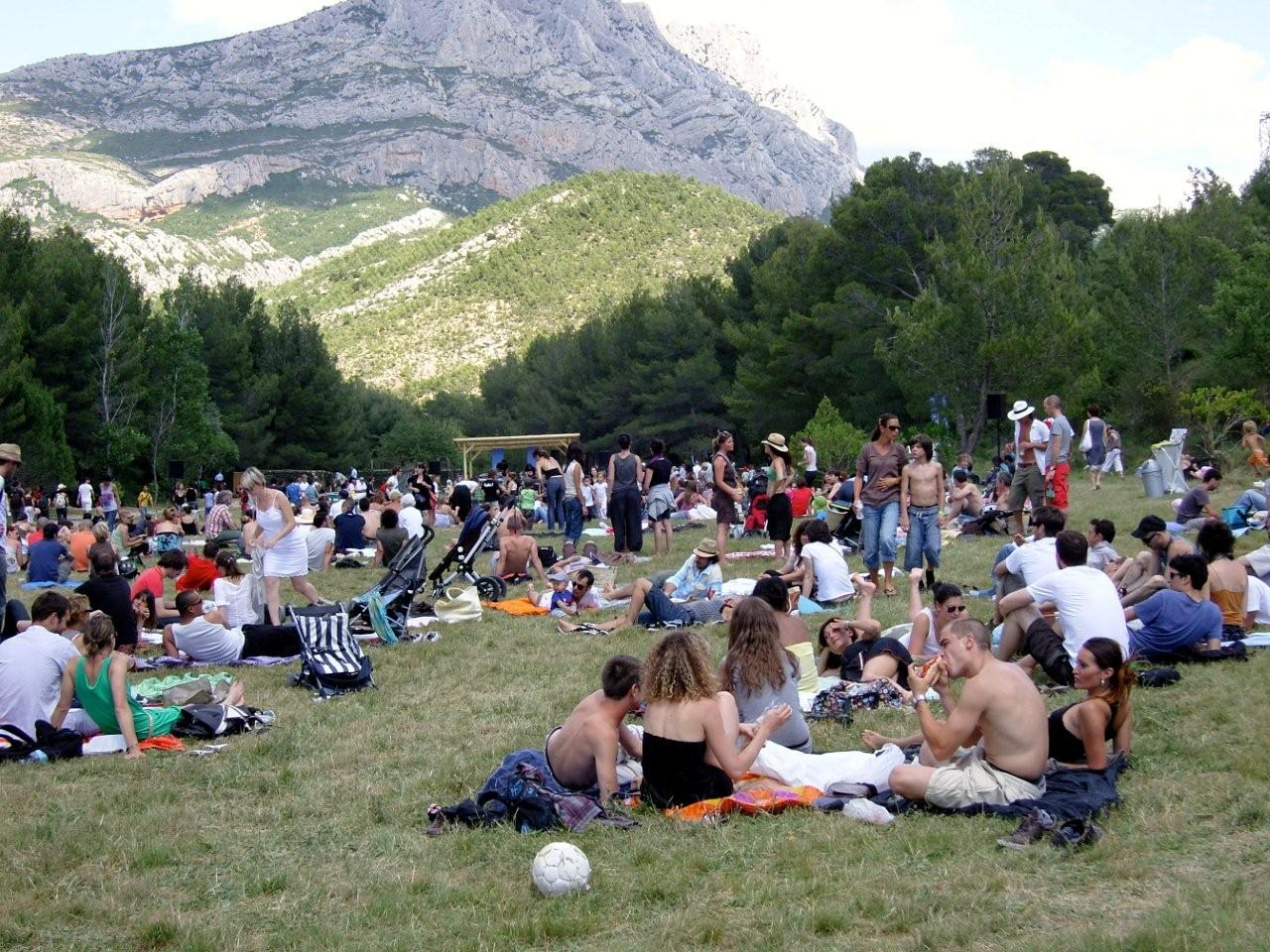
Les Aires Libres a Roques-Hautes.

Les Aires Libres était un événement musical et pluridisciplinaire créé en 2005 à Marseille (France) par le collectif « A l'unisson ». Il s'inspirait d'un concept développé par les festivals « Les siestes électroniques », « Sous la Plage » et les « Pelouses électroniques », manifestations nées respectivement à Toulouse et Paris trois à quatre ans auparavant.
Les Aires Libres étaient des journées de diffusion de musiques électroniques en plein air qui proposaient aussi des animations pour les enfants et familles, des arts visuels et des ateliers artistiques, ainsi que des conditions privilégiées pour la détente et l’harmonie avec la nature. L’accès y était gratuit et ces événements se déroulaient chaque été de manière itinérante dans le cadre choisi d’espaces prestigieux identifiés comme patrimoines naturel ou historique en Provence.

## Concept
Avec à l'origine la volonté de recréer les conditions d'un espace-temps idéal pour découvrir et écouter librement de la musique, en pleine nature, en famille et entre amis, les Aires Libres ont été créées puis développées autour des objectifs suivants :
- Favoriser l’accès à la culture pour le plus grand nombre
- Présenter des formes artistiques innovantes, plastiques et musicales
- Proposer simultanément des activités artistiques aux jeunes publics et aux familles
- Préserver le lien social et la proximité avec la nature, avec la découverte de grands sites naturels à proximité des grandes villes
- Sensibiliser les publics à l'écologie et au développement durable en milieux festif et naturel.

Au-delà de la qualité artistique reconnue des découvertes musicales proposées, l’originalité du festival tenait en deux parti-pris marquants, présents depuis la première édition :
- La prise en compte des jeunes publics et familles, avec de nombreuses activités et propositions artistiques conçues pour cette part de plus en plus importante de l’audience des Aires Libres.
- Une dimension éco-festival et développement durable pionnière, autant en termes d’éco-conception et de réduction de son empreinte écologique (recyclage et gestion des déchets, achats durables, transports collectifs, gobelets consignés, toilettes sèches, bilan carbone…), que de sensibilisation des publics à l’environnement, placés au cœur de sites naturels prestigieux qui sont exceptionnellement investis pour l'occasion (Montagne Sainte-Victoire, Massif de la Sainte-Baume, Camargue, sites classés…)

## Historique
- 2005 : Première Aire Libre au Parc Borély à Marseille (3 et 4 sept.)
- 2006 : Deuxième édition sur deux jours au Parc Borély (10 et 11 juin), et annulation par la Mairie de Marseille de la troisième prévue en septembre. Mini-invitation au festival Nuits Sonores à Lyon.
- 2007 : Première Aire Libre hors Marseille et en pleine nature à l'Etang des Aulnes (Saint-Martin-de-Crau -13) dans les Domaines Départementaux avec le Conseil général des Bouches-du-Rhône. Réduction du format à une journée (12h-20h). Invitation au festival Sous la Plage à Paris.
- 2008 : Première saison itinérante à travers la Provence, avec deux rendez-vous majeurs aux portes de l'été: la Ste victoire-Domaine de Roques-Hautes (Le Tholonet) début juin, la forêt de St Pons à Gémenos au pied de la Sainte-Baume début septembre. Premiers Appels d'Aires, et invitation au festival Les siestes électroniques à Toulouse.
- 2009 : Cinquième année, deuxième saison itinérante et approche de la maturité du festival. Reprise des 2 sites les plus prestigieux en pleine nature: la Ste Victoire-Domaine de Roques-Hautes à ( 7 juin -Le Tholonet), et l'Etang des aulnes à Saint-Martin-de-Crau, (6 septembre). Premières dates en montagne dans les Hautes-Alpes à Embrun (19 juillet), et lors d'une invitation au festival Transhumance à Briançon (22 août - cité Vauban).
- 2010 : Près de 6 000 personnes présentes pour la 7° édition, condensée en une seule grande journée au Domaine Départemental de l'Etang des Aulnes (Saint-Martin-de-Crau -13)
- 2011 : Pour la huitième édition, le festival revient dans sa ville natale et se déroule sur une journée (2 octobre) dans le parc du Palais Longchamp, grâce au partenariat avec un autre festival marseillais se déroulant le même week-end : Marsatac.
- 2012 : Date prévue le 30 septembre au Palais Longchamp, annulée pour cause d'intempéries.
- 2013 : En coproduction avec Marseille-Provence Capitale européenne de la culture, les Aires Libres retrouvent leur format et leur site initial du Parc Borély, à Marseille sur 2 jours : les 31 août et 1er septembre 2013 - dernière édition

Avec près de 8 000 participants à travers la Provence en 2009, 6 500 en une seule journée en 2010 et 2011, le soutien croissant de mécènes et collectivités territoriales partenaires, cet événement a réussi l'amalgame d'un concept à la fois "branché" et familial, atteignant aujourd'hui le rang d'une action culturelle et éco-responsable d'intérêt général.
Créées par un collectif issu de la première "génération techno" (A L'Unisson, puis R2), les Aires Libres ont été pensées en prolongation de l'idée originelle de la rave party, comme une allégorie de la Zone autonome temporaire (cf. "T.A.Z" du mystérieux Hakim Bey), concept fondateur de la cyberculture.
Les Aires Libres étaient produites et organisées par l'association R2 (Marseille-Provence).
À l'exception de Yann Quélennec, journaliste musical initiateur du festival et décédé accidentellement le 1er décembre 2005, les membres fondateurs étaient toujours à la tête du projet (Sébastien Manya, Hervé Lucien, Paul Santoni), jusqu'à la fin du projet intervenue fin 2013.
Les Aires Libres avaient pour principaux partenaires publics et financeurs le Conseil général des Bouches-du-Rhône et le Conseil régional de Provence-Alpes-Côte d'Azur.
Mécènes et partenaires privés principaux : la marque de vêtements Sessùn (Marseille) et Red Bull Music Academy.

## Programmation musicale
Electro, house, dub, rock, pop, funk, folk, electronica
- 2005 : Spleen, « DJ $olal » (Philippe Cohen-Solal), AsWeFall, Erik Rug, DJ Oil, D-ED,  DIRTY Sound System.
- 2006 : Uffie & Feadz, Murcof, Lawrence, Ame, James Taylor Swayzak, Patrice Tassy vs Manudub, Hazaak, D-ED, L'Amateur, Sundae, Paul.
- 2007 : Pantha du Prince, David Walters, Jacen Solo, Paul, 9th cloud, DIRTY Sound System.
- 2008 : Fairmont, Kelpe, Clara Moto, Pilooski, Alif Tree, Krikor, Double U, Sundae, Popa Anca, Paul, Hauschka, Philippe Petit, DIRTY Sound System, DJ Oil, Eva Revox, Patrice Tassy, D-ED, Alcaline, A1 Sound System.
- 2009 : Padded Cell, Étienne Jaumet, Maurice Fulton, Baris K, Mondkopf, Kantes, Sundae, Paul, L'Amateur, Dimitri plays, Oh! Tiger Mountain, TheFKClub, Eva Peel, Likan, Fred Berthet-Dj Steef, Girlz inthegararge, DIRTY Sound System.
- 2010 : Âme, Tim Sweeney, Mekanik Kantatik, Kid Francescoli, Paul, L'Amateur, Marabout Fonk System, Eva Peel, Sundae.
- 2011 : L'Amateur, Beb Owsky, Garfld, Paul, Rone, Nina Kraviz.
- 2012 (annulée) : Mugwump, Baron retif & concepcion Perez, Paul, Mr Oat, JP, L'Amateur, Anticlimax.
- 2013 : DJ Ata, Acid Pauli, Mugwump, Baron retif & Concepcion Perez, Apollo, Aline, Paul Virgo, Mr Oat, Eva Peel, Phred Noir.

## Ateliers de pratique artistique et activités nature
- Nouvelles pratiques musicales : Initiation au mix (Mimix), Informatique musicale – (Emaho), Circuit bending (Confipop), Retro gaming (Archeopterix), Atelier Synthétiseur vintage (Étienne Jaumet)...
- Arts plastiques : Mur à colorier (Studioburo), Argile et modelage (Matière à faire), "Métrobidule" (pliage de tickets de métro) (Mattsatsat), coloriages stylisés, pliages et origami (Underten), Goûter Tricot, Post'Art (Pixel Art)...
- Installations d'arts visuels, Land art : Kakemonos (Charles), "Panoramiques" (Sundae), "Art-en-ciel & tourneseul", Ikebana...
- Nature : Visites guidées du site et de la réserve naturelle, Balades en ânes, Balades en VTT, Atelier sensibilisation et point info nature (WWF), Anim O Tri (peinture et sculptures d'animaux trieurs de déchets, avec Ap Art-Lyon), Recyclus maritimus (Mer-Terre), recyclage de combinaisons neoprene en bracelets (Neo Combine), Atelier potager urbain, Bijoux en fleur (Culture Zen)...
- Bien-être : Massages, Initiation au Yoga pour enfants, Shiatsu, Réflexologie...
- Autres : Aire livre (lecture), Aire de Glisse (mini école de skateboard),